# Wspomnienia Apostołów
Wspomnienia Apostołów (łac. Memoria Apostolorum) – zaginiony apokryf nowotestamentowy.
Ten pryscyliański apokryf powstał przed 350 rokiem, a jego cechą charakterystyczną jest dualizm, stąd prawdopodobnie jest on pochodzenia manichejskiego. Informacje o nim przekazał Orozjusz w Commonitorium de errore Priscilianorum et Origenistarum.

## Treść
Orozjusz stwierdził, że w utworze imiona patriarchów stanowią członki duszy (Ruben w głowie, Juda w piersiach, Lewi w sercu, Beniamin we wnętrznościach etc.), natomiast w członkach ciała znajdują się znaki niebios (baran w głowie, byk w karku, bliźniaki w ramionach, rak w piersiach etc.). W apokryfie, według Orozjusza, znajdowało się wyjaśnienie Jezusa dotyczące przypowieści o siewcy, w którym wykazał On, że siewca nie był dobry, ponieważ był niedbały, rzucając ziarno koło drogi i na skalisty grunt. Teolog przekazał, że tekst stanowił, iż książę świata pochodzi z wiecznych ciemności, a także, że w utworze jest mowa o księciu wilgotności i o księciu ognia. Według przekazu Orozjusza w apokryfie następowało wyjaśnienie, że to nie moc Boga powoduje istnienie dobra na świecie, bowiem gdy Bóg chce dać deszcz, ukazuje dziewicę-światło księciu wilgotności, który chcąc ją pochwycić poci się, przez co powstaje deszcz.